# Министерство труда и социального страхования Греции
Министерство труда и социального страхования (греч. Υπουργείο Εργασίας και Κοινωνικής Ασφάλισης) — правительственное ведомство Греции. Действующий министр — Домна Михаилиду с 4 января 2024 года.